# Jules Humbert-Droz

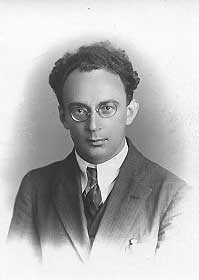
Jules Humbert-Droz fue un sacerdote y periodista militante nacido y también fallecido en La Chaix-de-fonds

Jules Humbert-Droz (La Chaux-de-Fonds, 23 de septiembre de 1891-16 de octubre de 1971) fue un pastor protestante y periodista militante del Partido Comunista Suizo.
Nació en el seno de una familia obrera, nieto de un militante de la Primera Internacional y amigo del doctor Coullery.
Su hijo Pierre, doctor en medicina, es miembro del Movimiento por el medio ambiente (Partido de los Verdes).

## Un joven socialista
Jules Humbert-Droz estudió en el gymnasium de La Chaux-de-Fonds, terminando sus estudios de teología con una tesis sobre Socialismo y cristianismo. Fue miembro del Partido Socialista durante la Primera Guerra Mundial. Tras diversas sedes pastorales en Francia y en Londres, se convierte en corredactor del periódico La Sentinelle de 1916 a 1919. Fue condenado a seis meses de prisión en 1916 por objeción de conciencia, publicándose su defensa como Guerre à la guerre ! A bas l'armée ! Entró en conflicto con los socialistas Ernest-Paul Graber y Charles Naine, alineándose con los socialistas partidarios de la adhesión a la Tercera Internacional con los que funda el Partido Comunista Suizo en marzo de 1921.

## La Internacional comunista
Humbert-Droz partió para Moscú en 1919, siendo nombrado juntamente con el húngaro Matyas Rakosi y el finlandés Otto Kuusinen, secretario de la Internacional Comunista. Se encargó de los países latinos de la Europa Occidental estando entre sus corresponsales gente como Palmiro Togliatti o Maurice Thorez. 
Frecuentó a Lenin durante los primeros años de la Revolución rusa. Calificó a Lenin de "práctico en la aceptación entera del término que vivía la teoría de Marx en situación, intensamente". Negaba la existencia del marxismo-leninismo, afirmando que ni Marx ni Lenin habñian querido crear un sistema, una línea de conducta definitiva para la clase obrera. En 1931, fue relevado de sus funciones en la Internacional por Stalin por bujarinismo. En una entrevista con Dominique Desanti, comenta que Stalin le gritó "Vete al diablo!". Fue destituido en 1932 pero rehabilitado a sus funciones cuando la estrategia del frente popular fue avalada por el VII COngreso de la Internacional Comunista en 1935.

## Parlamentario comunista en Berna
De regreso a Suiza tras que Stalin dudara en concederle una visa de salida, fue secretario del PCS, sentándose en el Consejo Nacional de Suiza en 1938 y 1939 como diputado del cantón de Zúrich, sin interesarse en demasía por las labores parlamentarias. Sufre la ira de Stalin, que le excluye del partido en 1942. Fue encarcelado bajo la acusación de haber reclutado voluntarios para las Brigadas Internacionales para España.

## Secrecetario central del PSS
De 1946 a 1959, fue secretario del Partido Comunista Suizo, y luego del partido socialista Neuchâtel de 1959 a 1965. Se opuso con vigor al armamento atómico de Suiza como militante del Consejo suizo de asociaciones por la paz (Conseil suisse des associations pour la paix).

## Periodista
Fue paralelamente cronista de política extranjera del periódico La Sentinelle. Manifestó su hostilidad a la política colonial de Guy Mollet en Argelia. Sus análisis del mundo soviética eran particularmente penetrantes (desestalinización, informe Jruschov, insurrección de Budapest, Primavera de Praga). "La degeneración de la Revolución rusa es la más grande decepción de mi vida de militante", escribió en una carta fechada el 5 de enero de 1969.

## Obras
Jules Humbert-Droz publicó unas interesantes Mémoires. Su viuda Jenny Humbert-Droz se encargó de finalizar el tomo IV.
- Tome I Mon évolution du tolstoïsme au communisme (1891-1921)
- Tome II De Lénine à Staline (1921-1931)
- Tome III Dix ans de lutte antifasciste (1931-1941)
- Tome IV Le couronnement d'une vie de combat (1941-1971)
- L'origine de l'Internationale communiste de Zimmerwald à Moscou (que le valió las felicitaciones de Jules Moch y de Edouard Depreux)[2] (todos estos libros han aparecido en Éditions de la Baconnière) OCLC 53547095
- L'oeil de Moscou en París, 1922-1924, Julliard, 1964. OCLC 2787147